# Cliff Curtis
Cliff Curtis (Rotorua, 27 juli 1968) is een Nieuw-Zeelands acteur. 

## Biografie
Curtis werd geboren in Rotorua en komt uit een gezin van acht kinderen. Hij is van Maori-afkomst. Hij volgde een acteeropleiding en studeerde af aan de New Zealand Drama School.
In 1993 had Curtis zijn eerste filmrol in The Piano van Jane Campion. In 1994 speelde hij in Once Were Warriors, wat een van de succesvolste films in Nieuw-Zeeland werd. In 2002 speelde hij in Whale Rider. Curtis speelde in internationale films als Collateral Damage (2002), Live Free or Die Hard (2007) en Sunshine (2007).
Van 2015 tot 2017 speelde Curtis een van de hoofdrollen in de televisieserie Fear the Walking Dead, een spin-off van The Walking Dead.

## Filmografie

### Films
- The Piano (1993)
- Desperate Remedies (1993)
- Kahu & Maia (1994)
- Once Were Warriors (1994)
- Rapa Nui (1994)
- Chicken (1996)
- Mananui (1996)
- Deep Rising (1998)
- Six Days Seven Nights (1998)
- Virus (1999)
- Three Kings (1999)
- Bringing Out the Dead (1999)
- The Insider (1999)
- Jubilee (2000)
- Blow (2001)
- Training Day (2001)
- The Majestic (2001)
- Collateral Damage (2002)
- Whale Rider (2002)
- Runaway Jury (2003)
- Fracture (2004)
- Spooked (2004)
- Heinous Crime (2004)
- The Pool (2005)
- River Queen (2005)
- The Fountain (2006)
- Sunshine (2007)
- Fracture (2007)
- Die Hard 4.0 (2007)
- 10,000 BC (2008)
- Push (2009)
- Crossing Over (2009)
- The Last Airbender (2010)
- Colombiana (2011)
- A Thousand Words (2012)
- The Dark Horse (2014)
- Last Knights (2015)
- Risen (2016)
- Hobbs & Shaw (2019)
- Avatar: The Way of Water (2022)
- Meg 2: The Trench (2023)
- Last Breath (2025)

### Televisie
- Trauma (2009-2010)
- Missing (2012)
- Gang Related (2014)
- Fear the Walking Dead (2015-2017)
- Chief of War (2025)